# 季馬爾
48°44′30″N 29°24′35″E / 48.74167°N 29.40972°E
季馬爾（烏克蘭語：Тимар），是烏克蘭的村落，位於該國西南部文尼察州，由海辛區負責管轄，始建於1700年，面積0.13平方公里，海拔高度201米，2001年人口372，人口密度每平方公里2,952.38人。